# Planet der Affen: New Kingdom
Planet der Affen: New Kingdom (Originaltitel: Kingdom of the Planet of the Apes) ist ein US-amerikanischer Science-Fiction-Actionfilm und die Fortsetzung des Films Planet der Affen: Survival (2017). Es ist der zehnte Film, der auf dem Roman La Planète des singes des französischen Schriftstellers Pierre Boulle basiert. Es ist der vierte Teil der Reboot-Filmreihe von Planet der Affen, der das Motiv der Dominanz der Affen gegenüber den Menschen aus dem Original von 1968 übernimmt. Der Film lief am 8. Mai 2024 in den deutschen Kinos an; Kinostart in den USA war der 10. Mai 2024.

## Handlung
Viele Jahre – mehrere Generationen – sind vergangen, seit der Affe Caesar seine Artgenossen in die Freiheit geführt hat. Die wenigen verbliebenen Menschen haben sich mittlerweile durch dasselbe Virus, das den Affen ihre Intelligenz und Sprachfähigkeit gab, in einen primitiven, animalischen Zustand zurückentwickelt.
Der Schimpanse Noa macht sich mit zwei anderen Mitgliedern seines Clans auf, Eier aus Adlernestern zu stehlen, als Teil des Aufnahmerituals ihres Clans, der sich auf Falknerei spezialisiert hat. Dabei bemerken sie einen Menschen in der Nähe, eine junge Frau, die ihnen bis ins Dorf folgt, um Nahrung zu entwenden. In derselben Nacht wird der Clan von maskierten Gorillas überfallen. Während des Kampfes wird Noas Vater getötet und er selber nach einem Sturz bewusstlos. Als Noa am nächsten Morgen aufwacht, stellt er fest, dass der Clan einschließlich seiner Mutter verschleppt wurde, und macht sich auf die Suche nach ihnen.
Unterwegs schließt sich ihm der Orang-Utan Raka an, der das Wissen aus Caesars Zeit zu bewahren versucht. Das Mädchen, dem die beiden den Namen Nova geben, folgt Noa immer noch. Als die maskierten Affen eine Gruppe Menschen angreifen, ruft Nova (die bisher nicht gesprochen hatte) nach Noa, der ihr zur Hilfe eilt. Nach der Rettung offenbart das Mädchen Raka und Noa ihren richtigen Namen: Mae. Sie gehörte einer Gruppe intelligenter Menschen an, die auf der Suche nach einem wichtigen Gegenstand von den maskierten Affen angegriffen wurde; nur sie überlebte. Der Gegenstand, nach dem sie sucht, befände sich an demselben Ort, an den Noas Clan verschleppt wurde, sodass sie sich nun zu dritt auf den Weg dorthin machen. Auf einer Brücke geraten sie in eine Falle ihrer Verfolger. Diese sorgen dafür, dass Raka vom Fluss davongespült wird, nachdem er es geschafft hatte, Mae zu retten. Sie und Noa werden gefangen genommen und zu Proximus Caesars Königreich an der Meeresküste gebracht, wo Noa mit seinem Clan wieder vereint wird.
Proximus hat mit Hilfe von Trevathan, einem weiteren Menschen, der gegen das Virus immun ist, und der die Affen als neue Herrscher akzeptiert hat, vieles über die Menschheitsgeschichte gelernt. Sein Ziel ist es, das Tor zu einem Schutzbunker, der direkt am Meer liegt, zu öffnen. Im Bunker werden menschliche Technologien, einschließlich Waffen, verwahrt. Dadurch will Proximus seine Macht erhalten und stärken. Mae, die einen geheimen Zugang zum Bunker kennt, plant, Proximus aufzuhalten, indem sie nachts heimlich zusammen mit Noa und seinen beiden Freunden, Soona und Anaya, eine Bombe an dem Damm vor dem Bunkertor legt und über einen Lüftungsschacht in die Bunkeranlage hineinklettert. Darin findet Mae den gesuchten Gegenstand, eine Entschlüsselungsplatine für eine Satelliten-Kommunikationsanlage.
Als sie das Tor von innen öffnen, werden sie bereits von Proximus und seinen Anhängern sowie von Mitgliedern von Noas Clan erwartet. Mae gelingt es nach draußen zu rennen, um von dort den Damm zu sprengen. In der Folge wird der Bunker geflutet und dabei insbesondere die darin befindliche Technologie zerstört. Die Affen im Bunker, darunter auch Proximus und Noa, die der Flut entgehen können, schaffen es über den Lüftungsschacht nach oben auf die Klippen zurück. Noa stellt sich Proximus, der ihn dazu zwingen will, vor ihm niederzuknien bevor er ihn tötet. Mit Hilfe seines Clanes singt er die Adler herbei, die Proximus angreifen, bis er selbst von der Klippe stürzt. Noas Clan kehrt in sein Dorf zurück, welches sie sogleich wieder aufbauen.
Einige Zeit später besucht Mae Noa, der ihr nun misstrauisch gegenüber ist, weil sie ihm ihre wahren Motive nicht von Anfang an offenbart hat. Auch Mae ist zunächst vorsichtig und traut sich nur mit einem Revolver, den sie hinter ihrem Rücken verborgen hält, an Noa heran, verabschiedet sich jedoch schließlich von ihm. Sie kehrt zurück zu einem anderen Bunker, wo sie den Dechiffrierungsschlüssel an die darin lebenden Menschen (die anders als sie nicht immun gegen das Virus sind und daher Schutzanzüge tragen müssen) übergibt, sodass diese erfolgreich Funkkontakt zu weiteren Überlebenden weltweit aufnehmen können.

## Produktion

### Entwicklung
Im Oktober 2016 sagte Matt Reeves, der Regisseur von Planet der Affen: Revolution (2014) und Planet der Affen: Survival (2017), dass er Ideen für einen vierten Film hat. Mitte 2017, als Planet der Affen: Survival veröffentlicht wurde, äußerten Reeves und Co-Autor Mark Bomback ihr Interesse an einer Fortsetzung. Reeves sah insbesondere Potenzial in Steve Zahns Charakter, dem „bösen Affen“, der eine deutlich größere Primatenwelt andeutet als Caesars Gruppe von Affen. Anscheinend gibt es Affen, die „nicht mit den Vorteilen unter Caesars Führung aufgewachsen sind“, wodurch weitere Konflikte entstehen, wenn diese Außenseiter auf Caesars Affen treffen. Bomback hatte das Gefühl, dass „wahrscheinlich nur noch ein weiteres großes Kapitel erzählt werden muss“, das erklärt, wie Caesar „zu dieser Moses-Figur in der Affen-Welt werden konnte“.
Im April 2019 verkündete Disney nach der Übernahme von 20th Century Fox, dass weitere Planet-der-Affen-Filme in Entwicklung sind. Im August desselben Jahres wurde bestätigt, dass die Filme an die bestehenden Filme der Reboot-Reihe anknüpfen werden. Im Dezember wurde bekanntgegeben, dass Wes Ball beim ersten Film Regie führen wird. Ball hatte für Disney zuvor an einem Projekt zur Verfilmung der Mouse-Guard-Comics gearbeitet, was jedoch nach der Unternehmensfusion nicht zustande kam.
Im Februar 2020 bestätigte Ball, dass der Film kein Reboot sein werde, sondern eine Chronik von „Caesars Vermächtnis“. Zudem wurden Joe Hartwick Jr. und David Starke als Produzenten bestätigt. Im April wurde bekanntgegeben, dass Peter Chernin als Executive Producer fungieren wird, nachdem er die vorhergehenden Filme bereits mit seiner Firma Chernin Entertainment produziert hatte. Im Monat darauf wurde verkündet, dass Josh Friedman das Drehbuch zusammen mit Ball schreiben werde und dass Rick Jaffa und Amanda Silver den Film wie bereits die Vorgängerfilme produzieren werden. Im März 2022 sagte Steve Asbell, der Präsident von 20th Century Studios, dass er in Kürze einen Drehbuchentwurf erwarte und einen Produktionsbeginn Ende des Jahres anstrebe. Im September 2022 wurde mit Kingdom of the Planet of the Apes der Titel des Films verkündet sowie, dass der Film viele Jahre nach den Ereignissen von Planet der Affen: Survival spielt. Als Drehbuchautoren wurden nun Jaffa, Silver und Patrick Aison genannt, während Ball nicht mehr aufgeführt wurde. Das Drehbuch schrieb Josh Friedman, der ein Großteil des Drehbuchs während der COVID-19-Pandemie verfasste. Die Besetzung startete im Juni 2022 nach dessen Fertigstellung. Zudem wurde Jason Reed und Jenno Topping als Produzent sowie Executive Producer bekanntgegeben, während David Starke nicht mehr als Produzent fungiert.

### Besetzung
Im August 2022 wurde Owen Teague in der Hauptrolle gecastet. Im nächsten Monat traten Freya Allan und Peter Macon der Besetzung bei, im Oktober Eka Darville und Kevin Durand. Travis Jeffery, Neil Sandilands, Sara Wiseman, Lydia Peckham und Ras-Samuel Weld A’abzgi wurden ebenfalls im Oktober besetzt.

### Dreharbeiten
Die offiziellen Dreharbeiten begannen im Oktober 2022 in den Disney Studios Australia in Sydney mit Filmförderung der australischen Regierung.

## Synchronisation
Die Synchronisation übernahm die Interopa Film GmbH in Berlin. Christian Schneider schrieb das Dialogbuch und führte die Dialogregie.
| Rolle           | Darsteller                       | Synchronsprecher   |
| --------------- | -------------------------------- | ------------------ |
| Noa             | Owen Teague (Motion Capture)     | Sebastian Fitzner  |
| Mae / „Nova“    | Freya Allan                      | Lisa May-Mitsching |
| Proximus Caesar | Kevin Durand (Motion Capture)    | Sven Brieger       |
| Raka            | Peter Macon (Motion Capture)     | Thomas Wenke       |
| Trevathan       | William H. Macy                  | Joachim Tennstedt  |
| Anaya           | Travis Jeffery (Motion Capture)  | Sebastian Kluckert |
| Soona           | Lydia Peckham (Motion Capture)   | Melinda Rachfahl   |
| Koro            | Neil Sandilands (Motion Capture) | Oliver Siebeck     |
| Lightning       | Ras-Samuel (Motion Capture)      | Nick Forsberg      |
| Sylva           | Eka Darville (Motion Capture)    | Bernd Egger        |
| Dar             | Sara Wiseman (Motion Capture)    | Sabine Walkenbach  |
| Korina          | Dichen Lachman                   | Anne Düe           |
| Maurice         | Karin Konoval (Motion Capture)   | Sabina Trooger     |

## Veröffentlichung
Ein erster Teaser-Trailer wurde am 2. November 2023 veröffentlicht. Kingdom of the Planet of the Apes sollte ursprünglich am 24. Mai 2024 in den Vereinigten Staaten veröffentlicht werden, wurde aber später aufgrund der starken Konkurrenz u. a. durch Furiosa: A Mad Max Saga an jenem Tag auf den 10. Mai 2024 vorverlegt.

## Fortsetzungen
Im Juni 2022 wurde berichtet, dass Disney und 20th Century Studios mit dem Drehbuch zum Film zufrieden waren und hoffen, dass eine neue Planet-der-Affen-Trilogie gestartet werden kann. Wes Ball bestätigte dies im Dezember 2023 und erklärte, dass der Film als Beginn einer Trilogie konzipiert worden sei, die in das Erbe der drei vorherigen Filme passe. Rick Jaffa und Amanda Silver äußerten auch Interesse an einer dritten Filmtrilogie, somit gäbe es dann neun Planet-der-Affen-Reboot-Filme. Im Oktober 2024 gab Steve Asbell bekannt, dass ein neuer Planet-der-Affen-Film in Entwicklung sei, der voraussichtlich 2027 in die Kinos kommen soll.

## Auszeichnungen
Im Rahmen der Oscarverleihung 2025 wurde Planet der Affen: New Kingdom in eine Shortlist der Kategorie Beste visuelle Effekte aufgenommen.